# Die Suche geht weiter
Die Suche geht weiter ist das elfte Album des deutschen Popduos Rosenstolz; es wurde am 26. September 2008 veröffentlicht.

## Hintergrund
Mit dem Titel Die Suche geht weiter thematisieren Rosenstolz auf ihrem elften Album laut Plate die Suche „nach dem ultimativen Zustand, nach dem jeder Mensch sucht, nämlich Glücklichsein.“ Es werden Themen wie Verlust und unglückselige Liebe behandelt. Das Album beginnt mit dem Lied „Ich bin mein Haus“ und einem Zitat aus dem Film Die Legende von Paul und Paula. In „Ich bin mein Haus“ geht es laut AnNa R. um Selbstverantwortung: „Ich verstehe das so, dass man für sich selbst verantwortlich ist und das nicht auf andere Leute oder Mächte abwälzen kann. Das hat etwas mit Selbsterkenntnis zu tun. Was nicht heißt, dass man sich nicht helfen lassen kann.“
Der verstorbenen Mutter von Plates Lebensgefährten Ulf Sommer ist das Lied „An einem Morgen im April“ gewidmet. Dem gegenüber steht die erste Single-Auskopplung Gib mir Sonne. In dem Video nehmen zwei Kinder zusammen mit ihrer Oma Abschied von ihrer kürzlich verstorbenen Mutter. Das Lied ruft trotz Tod und Verlust dazu auf, das Leben zu feiern. Dies erklärt Plate folgendermaßen: „Ich bin sehr lebensbejahend und versuche, das musikalisch auszudrücken. Während solch einer Trauerphase stellt man irgendwann fest, wie toll das Leben eigentlich ist: Man rückt näher zusammen und erkennt, wie wertvoll Freundschaften sind.“ Das Thema Vergänglichkeit wird auch indirekt auf dem Albumcover mit angesprochen: „Wenn Sie das Cover genau betrachten, steckt auch eine Nacktheit darin, die etwas mit dem Anfang und dem Ende des Lebens zu tun hat. Aber ich würde das trotzdem nicht überhöhen. Letztlich machen wir nur Musik.“

## Singleauskopplungen
Mit Gib mir Sonne gelang es Rosenstolz zum ersten Mal in ihrer Karriere, auf den Spitzenplatz der deutschen Single-Charts zu gelangen. Das Stück wurde außerdem Titelsong der Sat.1-Telenovela Anna und die Liebe mit Jeanette Biedermann, die am 25. August 2008 startete. Am 18. September 2008 erschien eine Besprechung dieses Albums von Klaus Wowereit im Stern.
Am 16. Oktober 2008 gaben Rosenstolz auf ihrer Homepage bekannt, dass Wie weit ist vorbei die zweite Single aus dem Album werde. Veröffentlichungstermin war der 5. Dezember 2008. Rosenstolz landeten damit auf Platz acht der deutschen Singlecharts.
Im Januar 2009 wurde vom Album eine „Tchibo-Sonderedition“ veröffentlicht, welche neben dem regulären Album eine Bonus-CD mit fünf exklusiv zusammengestellten französischen Titeln enthält.
Das Album wurde unter anderem ausgezeichnet mit dreimal Platin in Deutschland, einmal Platin in Österreich und einmal Gold in der Schweiz.
Am 3. April 2009 erschien die Single Blaue Flecken. Eigentlich war die Veröffentlichung einige Wochen früher vorgesehen, aber die Single wurde nicht rechtzeitig fertig. Bereits im Dezember 2008 nahmen AnNa R. und Peter Plate die neue Version von Blaue Flecken auf, die den Zusatztitel „3 Uhr morgens“ trägt. Außerdem enthält die Single die B-Seiten Alles ist erleuchtet und Susi im roten Kleid. Es war das erste Mal, dass mit Susi im roten Kleid eine Rosenstolz-Single ein Solo-Lied von Peter Plate als B-Seite enthält. Zu dem Lied wurde auch ein Video veröffentlicht.
Am 11. September 2009 erschien die Single Ich bin mein Haus, die fünf Lieder von Die Suche geht weiter in neuen Versionen beinhaltet. Die Single wurde auf 5.000 Stück limitiert. Das Exemplar 0001 wurde auf eBay zugunsten der Deutschen Aids-Hilfe versteigert und erzielte einen Erlös von 585 Euro. Am 18. September 2009 erschien Die Suche geht weiter mit einer erweiterten Trackliste, die auch die B-Seiten der Album-Ära enthielt.

## Titelliste
| #  | Titel                                       | Songschreiber                        | Produzent                                 | Länge |
| -- | ------------------------------------------- | ------------------------------------ | ----------------------------------------- | ----- |
| 1. | Ich bin mein Haus                           | Peter Plate, Ulf Leo Sommer, AnNa R. | Peter Plate, Ulf Leo Sommer               | 4:46  |
| 2. | Gib mir Sonne                               | Peter Plate, Ulf Leo Sommer, AnNa R. | Peter Plate, Ulf Leo Sommer, Daniel Faust | 4:00  |
| 3. | Blaue Flecken                               | Peter Plate, Ulf Leo Sommer, AnNa R. | Peter Plate, Ulf Leo Sommer               | 3:37  |
| 4. | Irgendwo dazwischen                         | Peter Plate, Ulf Leo Sommer, AnNa R. | Peter Plate, Ulf Leo Sommer               | 3:36  |
| 5. | Kein Lied von Liebe                         | Peter Plate, Ulf Leo Sommer, AnNa R. | Peter Plate, Ulf Leo Sommer               | 4:24  |
| 6. | Wie weit ist vorbei                         | Peter Plate, Ulf Leo Sommer, AnNa R. | Peter Plate, Ulf Leo Sommer, Daniel Faust | 4:14  |
| 7. | An einem Morgen im April                    | Peter Plate, Ulf Leo Sommer, AnNa R. | Peter Plate, Ulf Leo Sommer               | 4:32  |
| 8. | Unerwartet (Ein Fenster zum Himmel)         | Peter Plate, Ulf Leo Sommer, AnNa R. | Peter Plate, Ulf Leo Sommer               | 4:00  |
| 9. | Bist du dabei                               | Peter Plate, Ulf Leo Sommer, AnNa R. | Peter Plate, Ulf Leo Sommer               | 4:19  |
| 10 | Herz schlägt auch im Eis                    | Peter Plate, Ulf Leo Sommer, AnNa R. | Peter Plate, Ulf Leo Sommer               | 4:31  |
| 11 | Wann kommst du (Autos fahr’n an mir vorbei) | Peter Plate, Ulf Leo Sommer, AnNa R. | Peter Plate, Ulf Leo Sommer               | 4:41  |
| 12 | Die Suche geht weiter                       | Peter Plate, Ulf Leo Sommer, AnNa R. | Peter Plate, Ulf Leo Sommer               | 4:16  |

### Bonusmaterial

#### DVD
| #  | Titel |
| -- | --- |
| 1. | Woran hält sich die Liebe (Live, Fred Jay Preis)                                                          |
| 2. | Liebe ist alles (Live, Columbiahalle)                                                                     |
| 3. | Gib mir Sonne Extras DVD: Feiert das Leben! Feiert das Glück! – Die Dokumentation Making-of Gib mir Sonne |

#### Tchibo-Sonderedition: Bonus-CD
Veröffentlichung: Januar 2009
| #  | Titel                              | Songschreiber                                 | Produzent                                 | Länge |
| -- | ---------------------------------- | --------------------------------------------- | ----------------------------------------- | ----- |
| 13 | Tout déraille (Nichts von alledem) | Peter Plate, Ulf Leo Sommer, Philippe Maujard | Peter Plate, Ulf Leo Sommer, Daniel Faust | 3:52  |
| 14 | À zéro (Ich bin ich)               | Peter Plate, Ulf Leo Sommer, Philippe Maujard | Peter Plate, Ulf Leo Sommer, Daniel Faust | 3:39  |
| 15 | Mon fantome (Anders als geplant)   | Peter Plate, Ulf Leo Sommer, Philippe Maujard | Peter Plate, Ulf Leo Sommer, Daniel Faust | 4:28  |
| 16 | Mens moi (Sag doch)                |                                               |                                           | 4:23  |
| 17 | La descente (Ganz unten)           |                                               |                                           | 4:31  |

#### Erweitertes Tracklisting
Veröffentlichung: 18. September 2009
| #  | Titel                                | Songschreiber                                                        | Produzent                                 | Länge |
| -- | ------------------------------------ | -------------------------------------------------------------------- | ----------------------------------------- | ----- |
| 13 | Mich hat die Liebe                   | Peter Plate, Ulf Leo Sommer, AnNa R.                                 | Peter Plate, Ulf Leo Sommer, Daniel Faust | 4:31  |
| 14 | Schmetterlinge aus Eis               | Peter Plate, Ulf Leo Sommer, AnNa R.                                 | Peter Plate, Ulf Leo Sommer, Daniel Faust | 4:22  |
| 15 | Alles ist erleuchtet                 | Peter Plate, Ulf Leo Sommer, AnNa R.                                 | Peter Plate, Ulf Leo Sommer, Daniel Faust | 4:04  |
| 16 | Grüße an mein Leben                  | Peter Plate, Ulf Leo Sommer, AnNa R.                                 | Peter Plate, Ulf Leo Sommer, Daniel Faust | 3:30  |
| 17 | Susi im roten Kleid                  | Peter Plate, Ulf Leo Sommer, AnNa R.                                 | Peter Plate, Ulf Leo Sommer, Daniel Faust | 3:51  |
| 18 | Ich bin mein Haus (Metro Radio Edit) | Peter Plate, Ulf Leo Sommer, AnNa R.                                 | Peter Plate, Ulf Leo Sommer               | 4:01  |
| 19 | Fuego de vida (Gib mir Sonne)        | Peter Plate, Ulf Leo Sommer, José Alvarez-Brill, German Garcia Zafra | Peter Plate, Ulf Leo Sommer, Daniel Faust | 3:48  |

## Chartplatzierungen

### Album
| Jahr | Titel Musiklabel                       | Höchstplatzierung, Gesamtwochen, AuszeichnungChartplatzierungen (Jahr, Titel, Musiklabel, Platzierungen, Wochen, Auszeichnungen, Anmerkungen) | Höchstplatzierung, Gesamtwochen, AuszeichnungChartplatzierungen (Jahr, Titel, Musiklabel, Platzierungen, Wochen, Auszeichnungen, Anmerkungen) | Höchstplatzierung, Gesamtwochen, AuszeichnungChartplatzierungen (Jahr, Titel, Musiklabel, Platzierungen, Wochen, Auszeichnungen, Anmerkungen) | Anmerkungen |
| Jahr | Titel Musiklabel                       | DE | AT | CH | Anmerkungen |
| ---- | -------------------------------------- | --- | --- | --- | --- |
| 2008 | Die Suche geht weiter Universal/Island | DE1 (60 Wo.)DE | AT1 (15 Wo.)AT | CH2 (22 Wo.)CH | Erstveröffentlichung: 26. September 2008 Einfach-CD im Digi-Pak, Deluxe-Edition mit Bonus-DVD, Deluxe-Edition mit Bonus-DVD und T-Shirt, Doppel-LP Verkäufe: + 425.000 |

### Singles
| Jahr | Titel Album                               | Höchstplatzierung, Gesamtwochen, AuszeichnungChartplatzierungen (Jahr, Titel, Album, Platzierungen, Wochen, Auszeichnungen, Anmerkungen) | Höchstplatzierung, Gesamtwochen, AuszeichnungChartplatzierungen (Jahr, Titel, Album, Platzierungen, Wochen, Auszeichnungen, Anmerkungen) | Höchstplatzierung, Gesamtwochen, AuszeichnungChartplatzierungen (Jahr, Titel, Album, Platzierungen, Wochen, Auszeichnungen, Anmerkungen) | Anmerkungen                                                          |
| Jahr | Titel Album                               | DE | AT | CH | Anmerkungen                                                          |
| ---- | ----------------------------------------- | --- | --- | --- | -------------------------------------------------------------------- |
| 2008 | Gib mir Sonne Die Suche geht weiter       | DE1 (31 Wo.)DE | AT3 (26 Wo.)AT | CH13 (22 Wo.)CH | Erstveröffentlichung: 29. August 2008 Verkäufe: + 150.000            |
| 2008 | Wie weit ist vorbei Die Suche geht weiter | DE8 (10 Wo.)DE | AT37 (7 Wo.)AT | — | Erstveröffentlichung: 5. Dezember 2008                               |
| 2009 | Blaue Flecken Die Suche geht weiter       | DE10 (9 Wo.)DE | AT45 (3 Wo.)AT | — | Erstveröffentlichung: 3. April 2009                                  |
| 2009 | Ich bin mein Haus Die Suche geht weiter   | DE29 (5 Wo.)DE | — | — | Erstveröffentlichung: 11. September 2009 Verkäufe: 5.000 (limitiert) |

| ChartsJahrescharts (2008) | Platzierung |
| ------------------------- | ----------- |
| Deutschland (GfK)         | 15          |